# Jerzy Mrzygłód
Jerzy Mrzygłód (ur. 25 sierpnia 1929 w Płocku, zm. 27 lipca 1995 w Warszawie) – polski dziennikarz sportowy, publicysta prasowy, sprawozdawca i komentator radiowy i telewizyjny.

## Życiorys

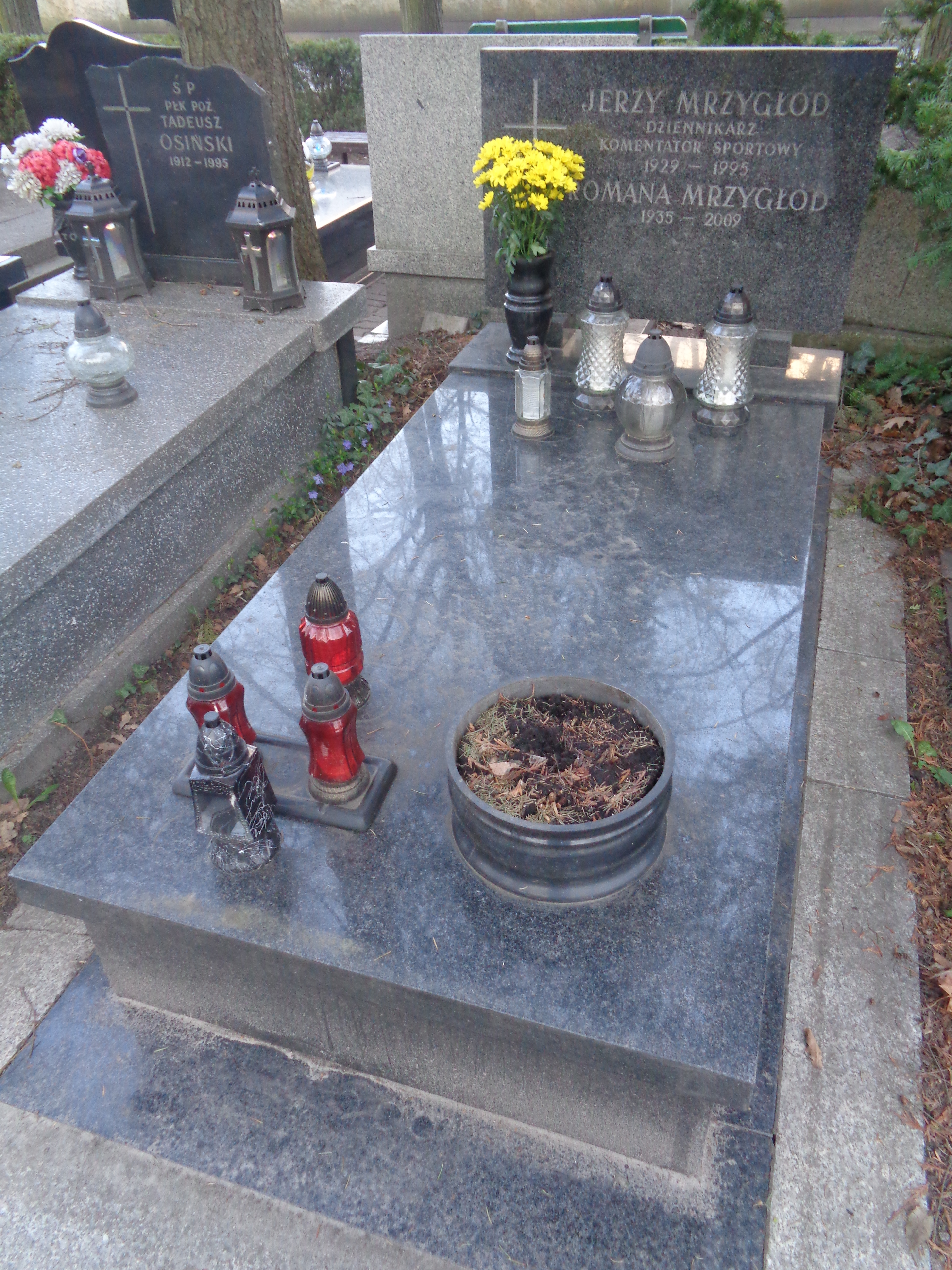
Grób na Cmentarzu Wojskowym na Powązkach

W roli dziennikarza zadebiutował na łamach Gazety Krakowskiej w 1950. W latach 1951–1958 był pracownikiem Przeglądu Sportowego. Następnie przeniósł się do wydawanego w Katowicach Sportu, w którego warszawskim oddziale  pracował do 1975, pisząc m.in. o podnoszeniu ciężarów i narciarstwie.
W 1956 wraz ze Stefanem Rzeszotem nagrywał komentarze sprawozdawcze podczas zimowych igrzysk olimpijskich, które emitowano następnie wraz z obrazem w polskiej telewizji. Na początku lat 60. XX wieku Mrzygłód nawiązał z nią stałą współpracę, komentując transmitowane w niej zmagania. W 1975 lub 1976 został etatowym pracownikiem redakcji sportowej TVP, w której prowadził m.in. audycje Echa Stadionów oraz Studio Sport, był też współprowadzącym studio podczas piłkarskich mistrzostw świata 1982. Sprawozdawał jednak głównie relacje ze sportów zimowych, relacjonował m.in. biegi narciarskie, łyżwiarstwo figurowe, pływanie i podnoszenie ciężarów. Popularność przyniosło mu komentowanie skoków narciarskich: Pucharu Świata, Turnieju Czterech Skoczni oraz konkursów olimpijskich i mistrzostw świata. W 1990 przeszedł na emeryturę, lecz jeszcze przez jakiś czas okazjonalnie wracał do telewizyjnego komentarza. W latach 1952–1992 relacjonował wydarzenia z łącznie czternastu letnich i zimowych igrzysk olimpijskich.
W 1957 Mrzygłód, wraz z Janem Nawrockim, napisał książkę W szczęku stalowych kling, a w 1980 już samodzielnie Polski sport przedstawia się. Jego głos sprawozdawcy ze skoków narciarskich pojawił się w telewizyjnym filmie z 1986 Słońce w gałęziach. W latach 1952–1971 współpracował z zajmującym się kontrwywiadem Departamentem II Ministerstwa Spraw Wewnętrznych.
Zmarł 27 lipca 1995 w Warszawie w wieku 65 lat. Pochowano go na Cmentarzu Wojskowym na Powązkach (kwatera AII-13-13). Był żonaty z Romaną Jadwigą Mrzygłód, z domu Koziorowską (1935–2009).